# やっとでた
『やっとでた』は、日本のアイドルグループである演歌女子ルピナス組のファースト・アルバム。収録曲は1曲を除いて、演歌の名曲のパロディで構成されている。

## 収録曲
1. ノースバー
北酒場/細川たかし アレンジ曲
2. 歌舞伎役者と演歌女子
オリジナル曲
3. ドーバー海峡恋景色
津軽海峡冬景色/石川さゆり アレンジ曲
4. 本能
炎/冠二郎 アレンジ曲
5. Fes
まつり/北島三郎 アレンジ曲
6. それって恋よ
帰ってこいよ/松村和子 アレンジ曲
7. 茂
与作/北島三郎 アレンジ曲
8. 埴輪ぶりだよ、前世は
浪花節だよ人生は/細川たかし アレンジ曲